# Tyloceridius
Tyloceridius (лат.) — род перепончатокрылых пилильщиков (Tenthredinidae) из подсемейства Tenthredininae.

## Описание
Длина около 1 см. Основная окраска желтовато-чёрная. Клипеус поперечный субвыпуклый в базальной трети. Жилкование крыльев сходно с родом Tenthredo, анальная ячейка переднего крыла с короткой и прямой поперечной жилкой в базальной половине; задне крыло с 2 замкнутыми средними ячейкамиs. Род был впервые выделен в 1945 году шведским энтомологом Рене Малезом на основании типового вида Allantus dorsatus  Mocsáry, 1883, описанного венгерским энтомологом Александром Мочари в 1883 году. От других родов подсемейства Tenthredininae отличается глубокой бороздкой на вентральной стороне жгутика усика и очень крупными выступающими супра-антеннальными туберкулами. Встречается в Китае, Непале, Индии, Пакистане.

## Виды
- Tyloceridius dorsatus (Mocsáry, 1883) — Индия, Непал, Пакистан
  - =Allantus dorsatus Mocsáry, 1883
- Tyloceridius stictocephalus Wei, Niu & Taeger, 2014 — Китай (Тибет)